# Campagnol provençal
Microtus duodecimcostatus
Espèce
Statut de conservation UICN

 LC  : Préoccupation mineure
Le Campagnol provençal (Microtus duodecimcostatus) est une espèce de rongeur de la famille des Cricétidés. Ce campagnol peut se mettre à pulluler périodiquement, occasionnant de gros dégâts aux cultures.

## Répartition et habitat

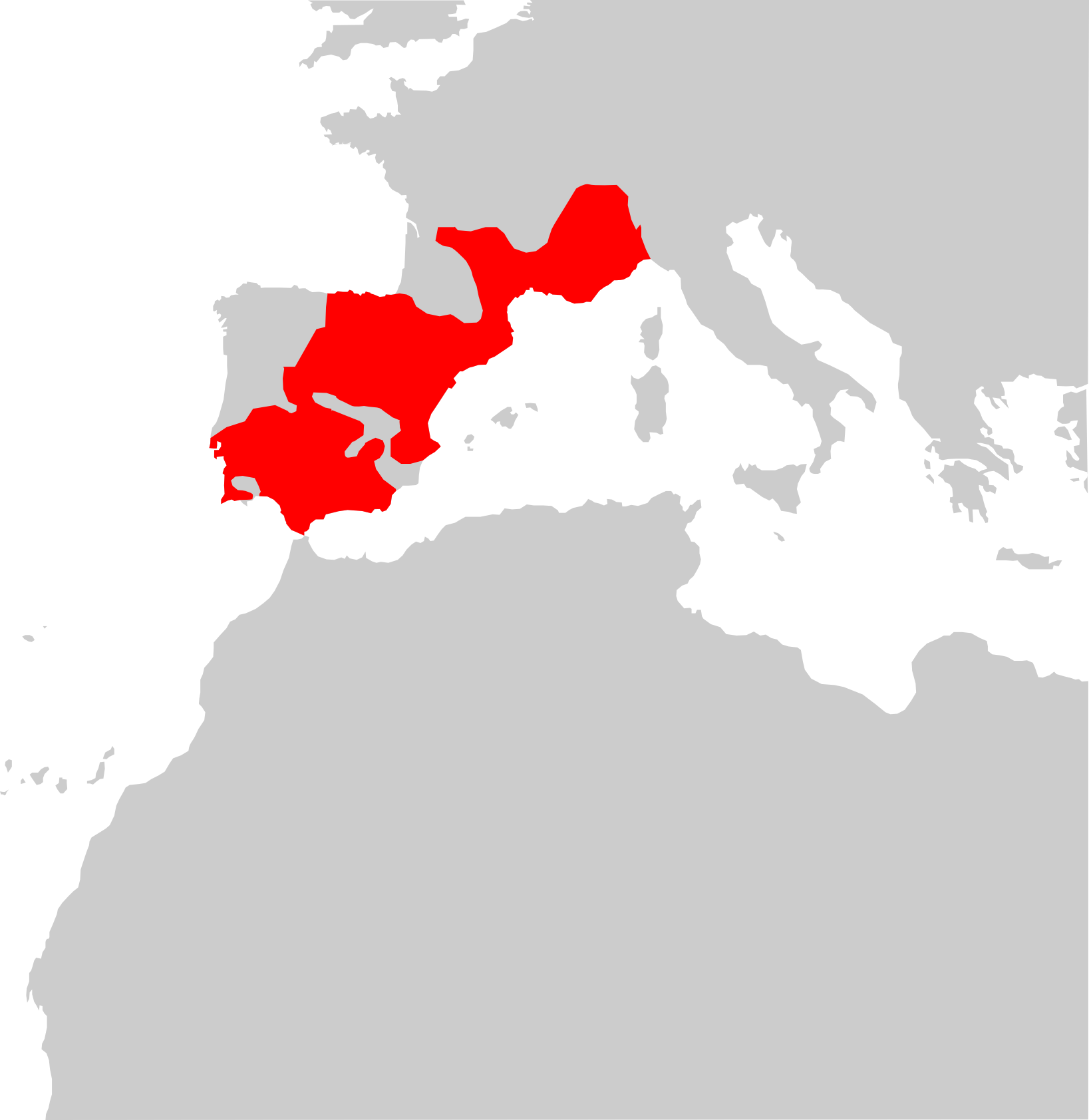
Carte de répartition du Campagnol provençal

Il vit en France, à Andorre, en Espagne et au Portugal.